# Nan Madol
Nan Madol es una serie de pequeñas islas artificiales unidas por una red de canales, conocida como «La Venecia del Pacífico». Está cerca de la isla de Pohnpei, que forma parte de los Estados Federados de Micronesia, y fue la capital de la dinastía Saudeleur hasta aproximadamente el año 1500 de nuestra era. Nan Madol significa "lugar entre los espacios"  y hace referencia a sus canales. El yacimiento de Nan Madol fue declarado Patrimonio de la Humanidad por la Unesco en 2016.

## Historia
El Nan Madol fue la capital ceremonial y política de la dinastía Saudeleur, la cual gobernaba a los 25 000 habitantes de Pohnpei. Ubicado aparte de la isla principal de Pohnpei, está habitado aproximadamente desde el siglo I o II d. C. Según los arqueólogos, la construcción del islote comenzó entre los siglos VIII y IX, pero su arquitectura megalítica probablemente no empezó a construirse hasta el siglo XII. No obstante existen numerosas teorías alternativas sobre su construcción.
El etnógrafo y oceanógrafo polaco John Stanislaw Kubary hizo la primera descripción detallada de Nan Madol en 1874.

## Objetivo y características
En el centro había una residencia especial destinada a la nobleza, y también para actividades funerarias presididas por los sacerdotes. Su población casi seguramente no excedió de 1000 personas, e incluso pudo haber sido menos de la mitad. Aunque muchos de los residentes fueran jefes, la mayoría eran gente común. El Nan Madol sirvió, en parte, para que los gobernantes Saudeleur pudiesen organizar y controlar a sus potenciales rivales, requiriéndoles vivir en la ciudad y no en sus casas, donde sus actividades hubieran sido difíciles de supervisar.
Madol Powe, el sector funerario, contiene 58 islotes en el área noreste del Nan Madol. La mayor parte de los islotes fueron alguna vez ocupados por las viviendas de los sacerdotes. Algunos islotes cumplen funciones especiales, como preparación de alimentos en Usennamw, construcción de canoas en Dapahu, y preparación de aceite de coco en Peinering. En Peinkitel, Karian, y Lemenkou hay tumbas rodeadas por altas paredes, pero el mayor logro es el islote funerario real de Nandauwas, donde hay paredes de entre 6 y 8 metros de altura rodeando un recinto funerario central dentro del patio principal.

## Alimentos y agua
En el Nan Madol no hay agua dulce, ni alimentos. Hay que ir al interior para encontrarlos. Para los Saudelaur esto no suponía ningún problema, ya que al ser los jefes supremos, la gente les traía todo lo que necesitaran. Cuando derrocaron a los Saudelaurs y comenzó la era de los Nahnmwarkis, éstos seguían viviendo en Nan Madol, pero tenían que conseguir agua y alimentos por ellos mismos, viéndose obligados a abandonar finalmente Nan Madol y a volver a sus propias casas. Otro posible motivo para el abandono del complejo pudo ser una fuerte disminución demográfica.

## Arqueología y turismo
Hoy Nan Madol forma un complejo arqueológico que cubre más de 18 km², e incluye la arquitectura megalítica construida sobre una zona de arrecife de coral a lo largo del litoral sureste de la isla Temwen, varios otros islotes artificiales, y a Pohnpei, la isla principal. El corazón del lugar, con sus paredes de piedra, tiene un área de aproximadamente 1,5 km de largo por 0,5 km de ancho y contiene casi 100 islotes artificiales (formados de piedra y coral) rodeados por canales.
La datación por carbono indica que la construcción de Nan Madol comenzó alrededor del año 1200. Sin embargo, las excavaciones muestran que el área pudo haber sido ocupada desde el 200 d. C.[cita requerida] Se han identificado algunas probables canteras alrededor de la isla, pero el origen exacto de las piedras de Nan Madol está aún por determinar. Ninguna de las canteras propuestas existe en Madolenihmw, lo cual hace pensar que las piedras fueron transportadas a su posición actual. Se ha sugerido que se podrían haber puesto a flote con balsas desde la cantera, pero nadie ha podido demostrar este procedimiento. Los arqueólogos aún tienen que desentrañar el misterio. Algunos habitantes actuales de Pohnpei creen que las piedras llegaron volando a la isla gracias a la magia negra.
Un aspecto intrigante de Nan Madol es la correlación casi exacta entre la historia transmitida por tradición oral a lo largo de los siglos, y los vestigios desenterrados en excavaciones arqueológicas.
En 1985 las ruinas de Nan Madol fueron declaradas como lugar histórico. Se está haciendo un mayor esfuerzo para conservarlas. Para llegar allí es necesario un permiso y pagar una pequeña cantidad de dinero, pero es bastante fácil conseguir una visita al lugar.

## Galería

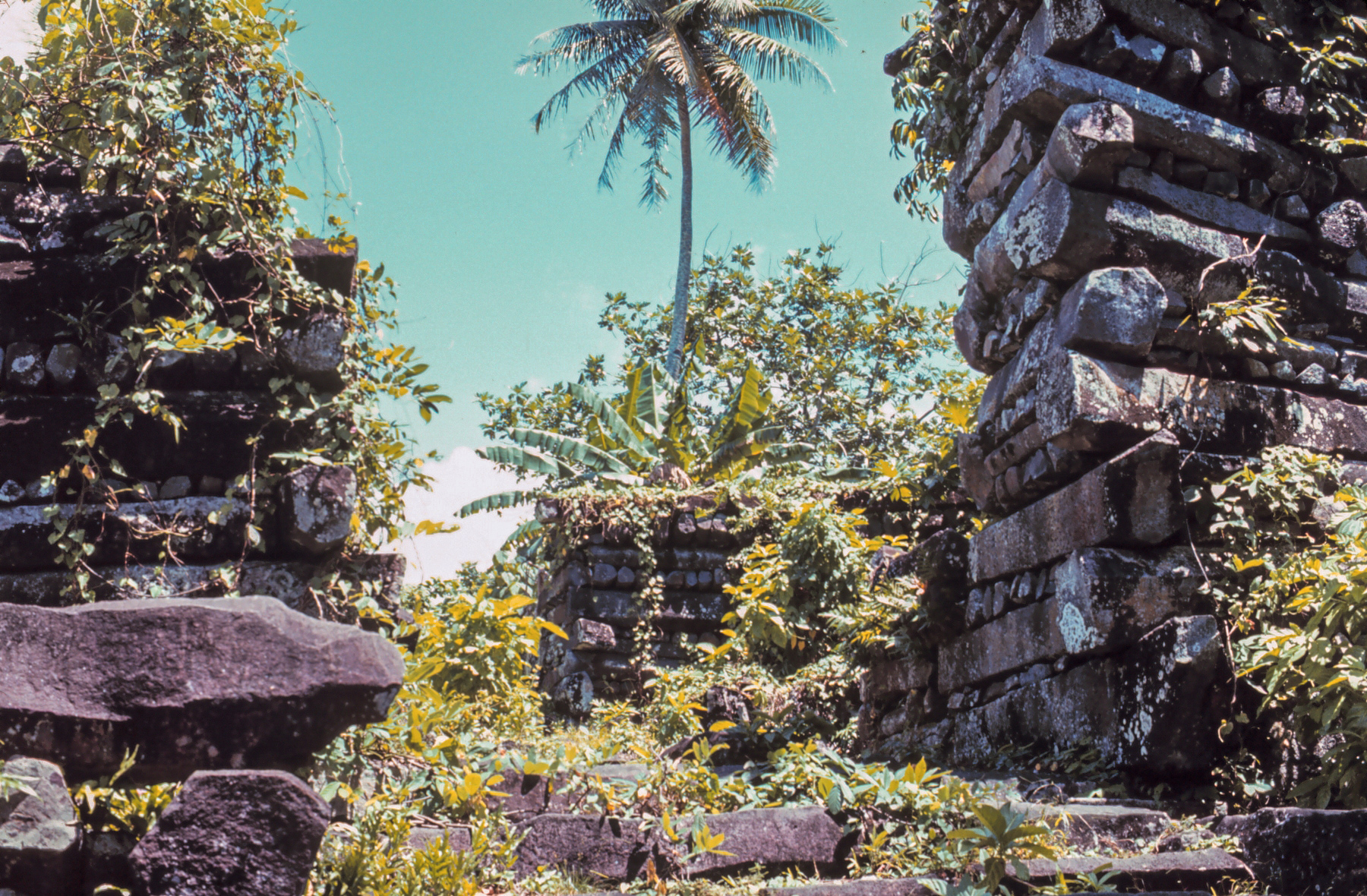
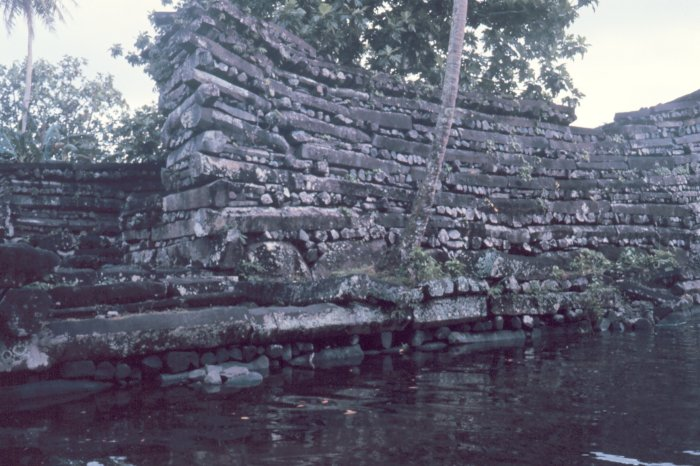
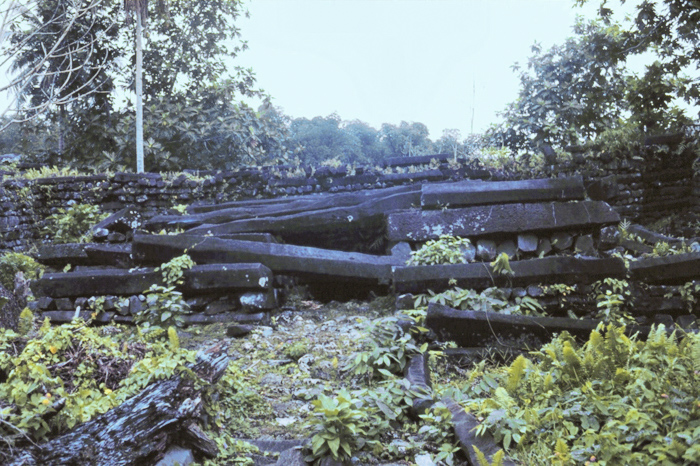
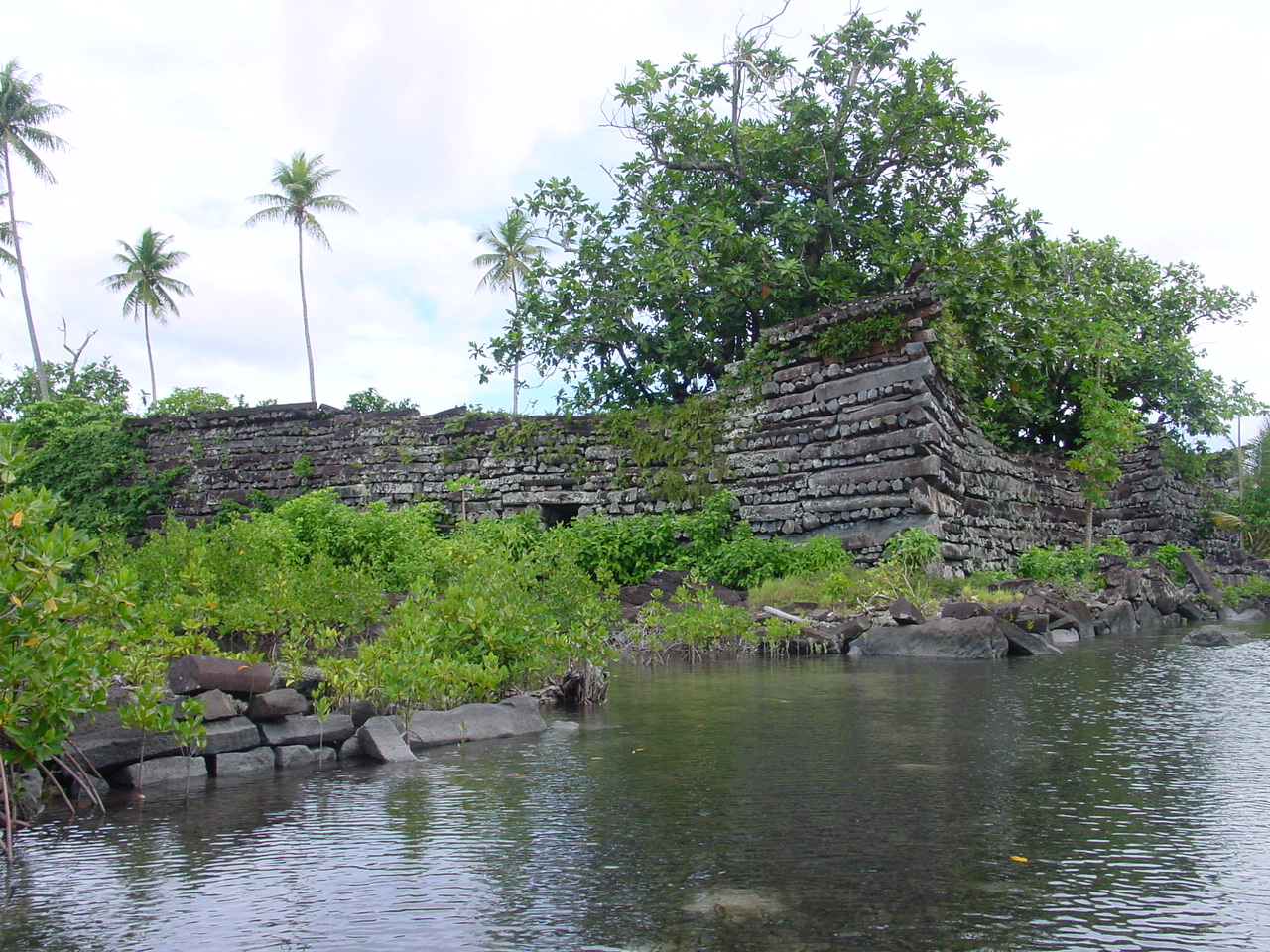
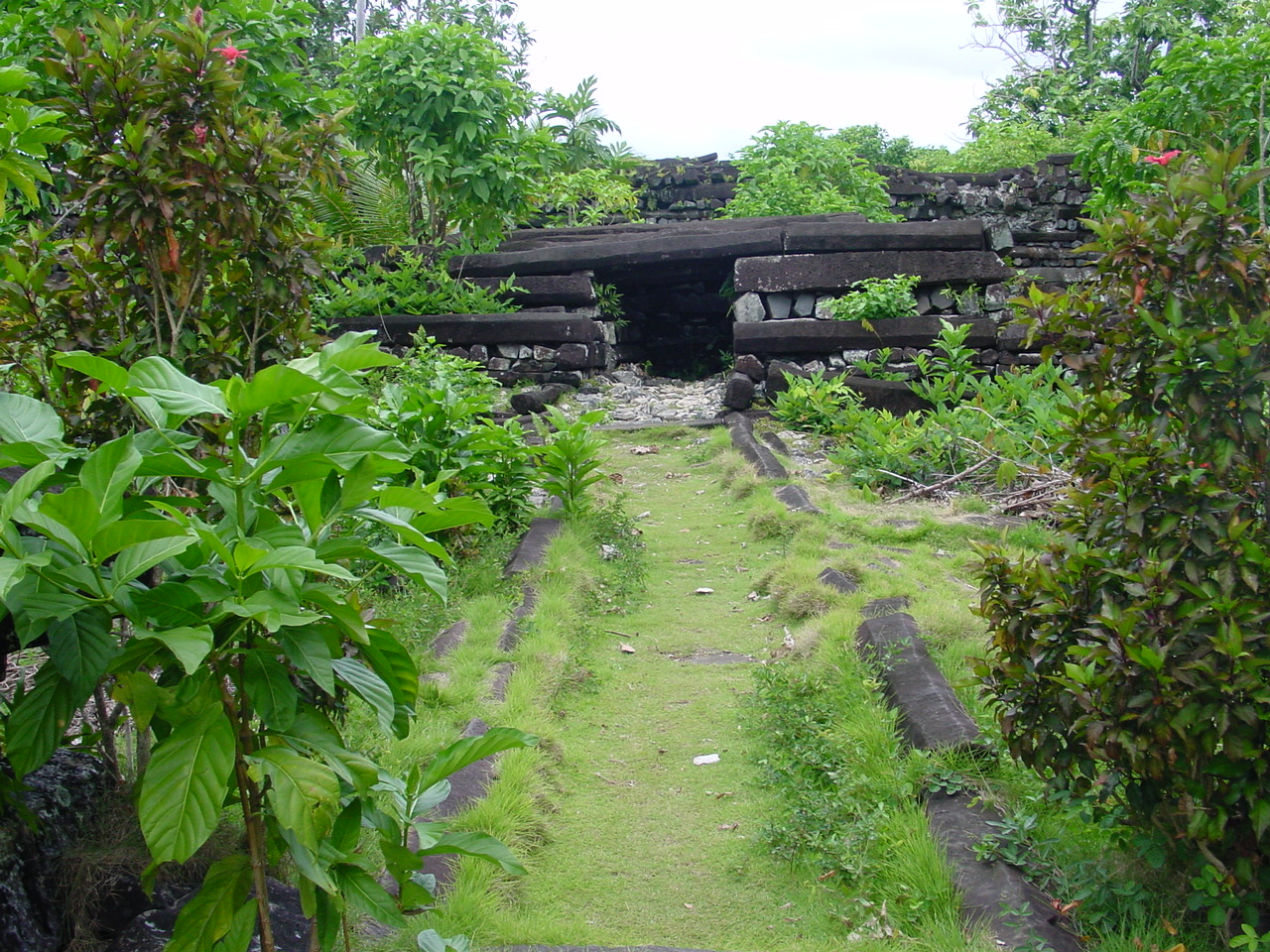
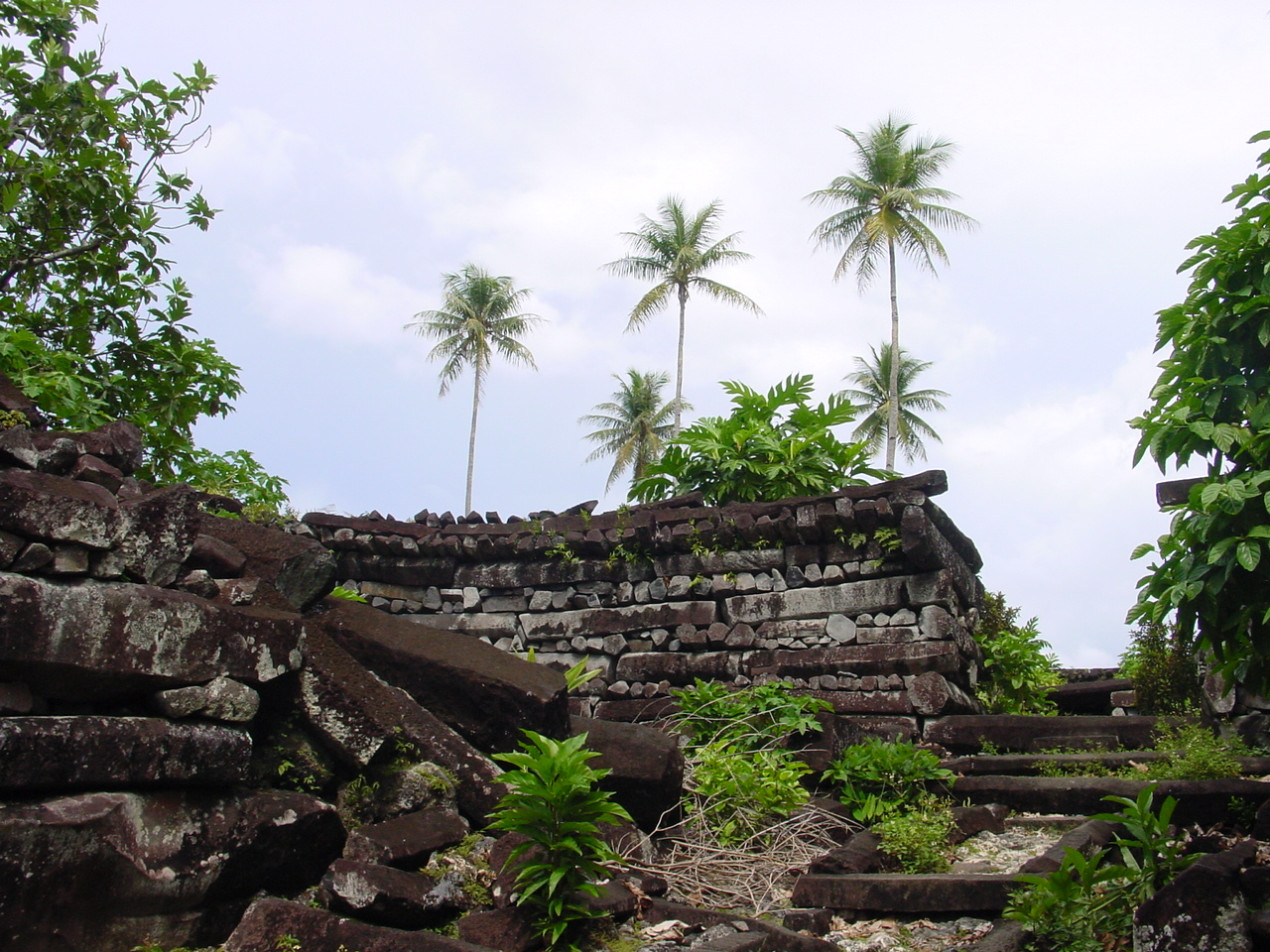
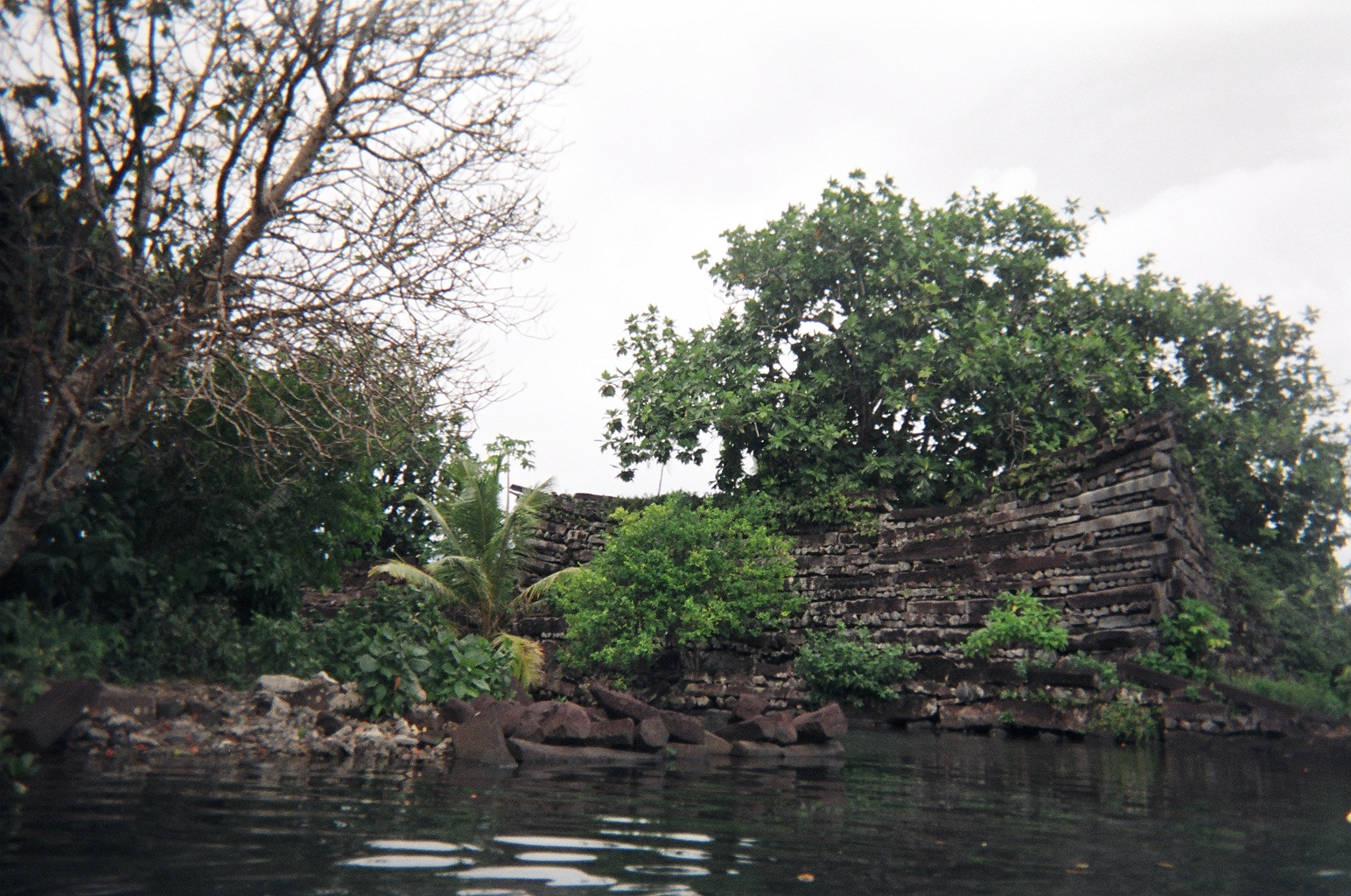